# Liste der Kulturgüter in Messen
Die Liste der Kulturgüter in Messen enthält alle Objekte in der Gemeinde Messen im Kanton Solothurn, die gemäss der Haager Konvention zum Schutz von Kulturgut bei bewaffneten Konflikten, dem Bundesgesetz vom 20. Juni 2014 über den Schutz der Kulturgüter bei bewaffneten Konflikten sowie der Verordnung vom 29. Oktober 2014 über den Schutz der Kulturgüter bei bewaffneten Konflikten unter Schutz stehen.
Objekte der Kategorie A sind im Gemeindegebiet nicht ausgewiesen, Objekte der Kategorie B sind vollständig in der Liste enthalten, Objekte der Kategorie C fehlen zurzeit (Stand: 1. Januar 2023).

## Kulturgüter
| Foto |                                                                                       | Objekt                                                                      | Kat. | Typ | Standort                                             | Beschreibung |
| ---- | ------------------------------------------------------------------------------------- | --------------------------------------------------------------------------- | ---- | --- | ---------------------------------------------------- | ------------ |
| BW   | Datei hochladen · Wikidata zu Burgruine Rapperstübli (Q114898752)                     | Rapperstübli, mittelalterliche Burgruine mit Wall und Graben KGS-Nr.: 01990 | B    | F   | Balm bei Messen, Rapperstübli 598950 / 217080        |              |
| ja   | Datei hochladen · Wikidata zu Reformiertes Bergkirchlein mit Glockenstuhl (Q29881027) | Reformiertes Bergkirchlein mit Glockenstuhl KGS-Nr.: 04495                  | B    | G   | Balm bei Messen, Balmberg 45 599327 / 217213         |              |
| ja   | Datei hochladen · Wikidata zu Wohnhaus (Q29881029)                                    | Wohnhaus KGS-Nr.: 11185                                                     | B    | G   | Hauptstrasse 17 600500 / 215610                      |              |
| ja   | Datei hochladen · Wikidata zu Gasthof Löwen (Q29881020)                               | Gasthof Löwen KGS-Nr.: 11186                                                | B    | G   | Hauptstrasse 42 600725 / 215610                      |              |
| ja   | Datei hochladen · Wikidata zu Altes Schulhaus (Q29881011)                             | Altes Schulhaus KGS-Nr.: 11187                                              | B    | G   | Räzlirain 2 600810 / 215570                          |              |
| ja   | Datei hochladen · Wikidata zu Ehemaliges altes Schulhaus (Q29881017)                  | Ehemaliges altes Schulhaus KGS-Nr.: 11188                                   | B    | G   | Hauptstrasse 46 600795 / 215610                      |              |
| ja   | Datei hochladen · Wikidata zu Bauernhaus (Q29881012)                                  | Bauernhaus KGS-Nr.: 13465                                                   | B    | G   | Balm bei Messen, Hauptstrasse 17 599505 / 216990     |              |
| BW   | Datei hochladen · Wikidata zu Bauernhaus (1819) (Q29881015)                           | Bauernhaus KGS-Nr.: 13466                                                   | B    | G   | Balm bei Messen, Hauptstrasse 7 599370 / 216898      |              |
| ja   | Datei hochladen · Wikidata zu Wohnstock (Q29881031)                                   | Wohnstock KGS-Nr.: 13467                                                    | B    | G   | Balm bei Messen, Hauptstrasse 19 599475 / 217010     |              |
| BW   | Datei hochladen · Wikidata zu Bauernhaus (1819 / 20) (Q29881016)                      | Bauernhaus KGS-Nr.: 13468                                                   | B    | G   | Balm bei Messen, Hauptstrasse 4a, 4b 599320 / 216900 |              |
| ja   | Datei hochladen · Wikidata zu Reformierte Pfarrkirche (Q29881025)                     | Reformierte Pfarrkirche KGS-Nr.: 13551                                      | B    | G   | Hauptstrasse 44 600769 / 215600                      |              |
| ja   | Datei hochladen · Wikidata zu Pfarrhaus (Q29881023)                                   | Pfarrhaus mit Ofenhaus und Waschhaus KGS-Nr.: 13552                         | B    | G   | Pfarrweg 6, 6a 600610 / 215570                       |              |